# Zaozhuang
Zaozhuang (cinese semplificato: 枣庄; cinese tradizionale: 棗莊; pinyin: Zǎozhuāng) è una città-prefettura sita nella parte meridionale della provincia dello Shandong, Cina. Confina con Jining a ovest ea nord, Linyi ad est, e la provincia di Jiangsu, a sud.

## Amministrazione
La prefettura della città di Zaozhuang amministra 6 divisioni, tra cui 5 distretti e 1 città-contea.
- Distretto di Shizhong (市中区)
- Distretto di Xuecheng (薛城区)
- Distretto di Shanting (山亭区)
- Distretto di Yicheng (峄城区)
- Distretto di Tai'erzhuang (台儿庄区)
- Tengzhou (Città) (滕州市)

Questi sono ulteriormente suddivise in 62 livelli, tra cui 44 Comuni, 2 borgate e 16 sottodistretti.